# 埃尔温·伯利坎普
埃尔温·拉尔夫·伯利坎普（英語：Elwyn Ralph Berlekamp，1940年9月6日—2019年4月9日），美國數學家與電腦科學家，柏克萊加州大學榮譽教授。他對現代編碼理論和組合博弈論做出了很大貢獻。

## 生平
伯利坎普生於俄亥俄州Dover市，並就讀於麻省理工學院的電子工程專業。他在麻省理工學院期間獲得了知名的威廉·羅威爾·普特南數學競賽奖学金。伯利坎普於1962年完成了B.S.與M.S.，並繼續在MIT進行博士研究，並最終畢業於1964年。他的博士導師之一為著名的資訊理論鼻祖克勞德·夏農。博士畢業後，伯利坎普前往柏克萊加州大學執教兩年，並於1966年前往貝爾實驗室進行研究工作。1971年，伯利坎普返回了柏克萊加州大學並一直任教至今。
伯利坎普創作過一種名為數學卡片棋的圍棋變體；並和約翰·何頓·康威與理察·蓋伊共同創作哲球棋。
埃尔温·伯利坎普和他的妻子Jennifer有兩個女兒和一個兒子。 他住在加利福尼亞州的皮埃蒙特。 他於2019年4月去世，享年78歲。